# Echinodiaceae
Echinodiaceae, porodica mahovnjača, dio reda Hypnales. Sastoji se od nekoliko rodova, a ponekada je smatrana monogeneričkom, s rodom Echinodium i šest vrsta, koji je raširen po Australaziji, otoku Madeira i Lord Howe.
Vrste tipičnog roda uobičajene su po stijenama, rjeđe po drveću ili tlu.

## Rodovi
1. Echinodium Jur.
2. Pseudomalia Enroth
3. Sciaromium (Mitt.) Mitt.
4. Scleromnium Jur.